# Martine Coulombe
Martine Coulombe, née Martine Valcourt, est une femme politique canadienne. Elle représenta la circonscription de Restigouche-La-Vallée à l'Assemblée législative du Nouveau-Brunswick à partir de l'élection générale du 27 septembre 2010. En septembre 2014, elle est battue par plus de 3200 voix par le candidat libéral Gilles LePage.

## Biographie
Propriétaire d'un salon de coiffure à Saint-Quentin depuis 35 ans, elle a été impliquée dans une foule d'organisations de sa communauté, qu'il s'agisse de la lutte contre la toxicomanie, de la catéchèse ou de la culture. Elle a également été membre du conseil d'administration de la Caisse populaire locale.
Mariée à Patrice Coulombe, elle est la mère de trois enfants et la grand-mère de deux petits-enfants.
Elle est assermentée le 12 octobre 2010 au poste de Ministre de l'Éducation postsecondaire, de la Formation et du Travail dans le gouvernement David Alward. Elle perd son ministère deux ans plus tard.